# 香港1998年度授勳及嘉獎名單
香港1998年授勳名單1998年7月1日於憲報刊登，共有230人授勳及嘉獎，這是香港回歸以來首份全面的授勳名單。授勳典禮於10月1日及11日在禮賓府舉行。

## 統計
| 分類                  | 勳銜                 | 勳銜                   | 數目 | 縮寫  | 綬帶 |
| --------------------- | -------------------- | ---------------------- | ---- | ----- | ---- |
| 一般勳章              | 大紫荊勳章           | 大紫荊勳章             | 4    | GBM   |      |
| 一般勳章              | 金紫荊星章           | 金紫荊星章             | 13   | GBS   |      |
| 一般勳章              | 銀紫荊星章           | 銀紫荊星章             | 18   | SBS   |      |
| 一般勳章              | 銅紫荊星章           | 銅紫荊星章             | 34   | BBS   |      |
| 一般勳章              | 榮譽勳章             | 榮譽勳章               | 38   | MH    |      |
| 英勇勳章              | 金英勇勳章           | 金英勇勳章             | 2    | MBG   |      |
| 英勇勳章              | 銀英勇勳章           | 銀英勇勳章             | 0    | MBS   |      |
| 英勇勳章              | 銅英勇勳章           | 銅英勇勳章             | 4    | MBB   |      |
| 紀律部隊/廉政公署獎章 | 卓越獎章             | 香港警察卓越獎章       | 1    | PDSM  |      |
| 紀律部隊/廉政公署獎章 | 卓越獎章             | 香港消防事務卓越獎章   | 0    | FSDSM |      |
| 紀律部隊/廉政公署獎章 | 卓越獎章             | 香港入境事務卓越獎章   | 2    | IDSM  |      |
| 紀律部隊/廉政公署獎章 | 卓越獎章             | 香港海關卓越獎章       | 1    | CDSM  |      |
| 紀律部隊/廉政公署獎章 | 卓越獎章             | 香港懲教事務卓越獎章   | 3    | CSDSM |      |
| 紀律部隊/廉政公署獎章 | 卓越獎章             | 政府飛行服務隊卓越獎章 | 0    | GDSM  |      |
| 紀律部隊/廉政公署獎章 | 卓越獎章             | 香港廉政公署卓越獎章   | 2    | IDS   |      |
| 紀律部隊/廉政公署獎章 | 卓越獎章             | 總數                   | (9)  |       |      |
| 紀律部隊/廉政公署獎章 | 榮譽獎章             | 香港警察卓越獎章       | 21   | PMSM  |      |
| 紀律部隊/廉政公署獎章 | 榮譽獎章             | 香港消防事務卓越獎章   | 5    | FSMSM |      |
| 紀律部隊/廉政公署獎章 | 榮譽獎章             | 香港入境事務卓越獎章   | 8    | IMSM  |      |
| 紀律部隊/廉政公署獎章 | 榮譽獎章             | 香港海關卓越獎章       | 5    | CMSM  |      |
| 紀律部隊/廉政公署獎章 | 榮譽獎章             | 香港懲教事務卓越獎章   | 0    | CSMSM |      |
| 紀律部隊/廉政公署獎章 | 榮譽獎章             | 政府飛行服務隊卓越獎章 | 0    | GMSM  |      |
| 紀律部隊/廉政公署獎章 | 榮譽獎章             | 香港廉政公署卓越獎章   | 3    | IMS   |      |
| 紀律部隊/廉政公署獎章 | 榮譽獎章             | 總數                   | (42) |       |      |
| 行政長官獎狀          | 行政長官社區服務獎狀 | 行政長官社區服務獎狀   | 42   |       |      |
| 行政長官獎狀          | 行政長官公共服務獎狀 | 行政長官公共服務獎狀   | 24   |       |      |

## 授勳及嘉獎名單

### 大紫荊勳章
- 沙理士先生，大紫荊勳賢，JP（The Honourable Arnaldo de Oliveira SALES, G.B.M., J.P.）
- 吳康民先生，大紫荊勳賢
- 邵逸夫爵士，大紫荊勳賢
- 黃保欣先生，大紫荊勳賢，JP

### 金紫荊星章
- 王永平先生，GBS，JP
- 吳光正先生，GBS，JP
- 范徐麗泰議員，GBS，JP
- 施德論（英语：John Estmond Strickland）先生，GBS，JP（Mr. John Estmond STRICKLAND, G.B.S., J.P.）
- 胡鴻烈博士，GBS，JP
- 許仕仁先生，GBS，JP[註 1][2]
- 鄒文懷先生，GBS
- 劉皇發議員，GBS，JP
- 鄭漢鈞博士，GBS，JP
- 謝志偉博士，GBS，JP
- 鄺其志先生，GBS，JP
- 羅康瑞先生，GBS，JP
- 譚惠珠女士，GBS，JP

### 金英勇勳章
- 李仍光先生，MBG（追授）
- Mr. Thomas Frederick Crosier LARMOUR，MBG（追授）

### 銀紫荊星章
- 方津生醫生，SBS，JP
- 李祖澤先生，SBS
- 李樹輝先生，SBS，JP
- 沈聯濤先生，SBS
- 邵友保博士，SBS
- 林貝聿嘉女士，SBS，JP
- 邵善波先生，SBS
- 金耀基教授，SBS，JP
- 施高理先生，SBS，JP（Mr. Richard Alan SIEGEL, S.B.S., J.P.）
- 韋文南先生，SBS，JP
- 梁王培芳女士，SBS，JP
- 陳炳煥先生，SBS，JP
- 黃應士先生，SBS
- 鄭耀棠先生，SBS
- 盧重興先生，SBS
- 戴毅彬先生，SBS（Mr. Ian Barry DALE, S.B.S.）
- 戴權先生，SBS，JP
- 施文信先生，SBS（Mr. Thomas Brian STEVENSON, S.B.S.）

### 紀律部隊及廉政公署卓越獎章
香港警察卓越獎章
- 周富祥先生，PDSM

香港入境事務卓越獎章
- 李少光先生，IDSM，JP
- 卓觀暫先生，IDSM，JP

香港海關卓越獎章
- 湯顯揚先生，CDSM

香港懲教事務卓越獎章
- 黃玉雯女士，CSDSM
- 彭詢元先生，CSDSM，JP
- 鄭志良先生，CSDSM，JP

香港廉政公署卓越獎章
- 李銘澤先生，IDS
- 郭文緯先生，IDS

### 銅紫荊星章
- 王海國教授，BBS，JP
- 仇振輝先生，BBS，JP
- 王梁錦珊女士，BBS
- 司徒阮明瑄女士，BBS
- 吳仕福先生，BBS，JP
- 吳思遠先生，BBS
- 李連生先生，BBS
- 吳彭年先生，BBS
- 何喜華先生，BBS
- 李嘯天先生，BBS
- 李樹榮博士，BBS，JP
- 邱次輝先生，BBS
- 周孫方中女士，BBS，JP
- 胡經昌先生，BBS
- 徐思明先生，BBS，JP
- 侯瑞培先生，BBS
- 陳東先生，BBS，JP
- 陳家駒先生，BBS，JP
- 陳國華先生，BBS
- 陳黃穗女士，BBS，JP
- 麥隆禮博士，BBS，JP（Dr. Andrew William MALONE, B.B.S., J.P.）
- 陳銳麟先生，BBS
- 陳錦文先生，BBS，JP
- 梁鑑雄先生，BBS
- 華東尼教授，BBS（Professor Anthony WALKER, B.B.S.）
- 湯國華先生，BBS
- 黃游倩如女士，BBS，JP
- 華德斯博士，BBS（Dr. Deric Daniel WATERS, B.B.S.）
- 潘承梓先生，BBS，JP
- 戴希立先生，BBS，JP
- 戴潘靜常女士，BBS，JP
- 關定輝先生，BBS，JP
- 蘇恩立先生，BBS，JP
- 顧嘉煇先生，BBS

### 銅英勇勳章
- 何鳳翔先生，MBB
- 岑廣浩先生，MBB
- 馬信康機長，MBB（Capt. Trevor Keith MARSHALL, M.B.B.）
- 鄧成東機長，MBB

### 紀律部隊及廉政公署榮譽獎章
香港警察榮譽獎章
- 白韋倫先生，PMSM（Mr. David Allan WHYTE, P.M.S.M.）
- 古樸先生，PMSM（Mr. Kevan COOPER, P.M.S.M.）
- 朱永康 先生，PMSM
- 李孔繼先生，PMSM
- 何志釗先生，PMSM
- 吳志堅先生，PMSM
- 姚木庭先生，PMSM
- 施關綺蘿女士，PMSM
- 高志明先生，PMSM
- 馬直民先生，PMSM
- 夏厚德先生，PMSM（Mr. Brian John HEARD, P.M.S.M.）
- 倪鳳義先生，PMSM
- 戚其人先生，PMSM
- 陳展翔先生，PMSM
- 廖劉玉珍女士，PMSM
- 鄧甘滿先生，PMSM
- 鄧竟成先生，PMSM
- 歐家慶先生，PMSM
- 盧傳民先生，PMSM
- 歐學林先生，PMSM
- 戴禮德先生，PMSM（Mr. Paul Janvrin DEAL, P.M.S.M.）

香港消防事務榮譽獎章
- 朱炳衡先生，FSMSM
- 李志翀先生，FSMSM
- 邱海洋先生，FSMSM
- 張漢武先生，FSMSM
- 譚志松先生，FSMSM

香港入境事務榮譽獎章
- 丁永泉先生，IMSM
- 方耀興先生，IMSM
- 何國恩先生，IMSM
- 梁炳焜先生，IMSM
- 馮婉女士，IMSM
- 潘梁潔貞女士，IMSM
- 禤樹森先生，IMSM
- 羅耀通先生，IMSM

香港海關榮譽獎章
- 周廣先生，CMSM
- 周藹桐先生，CMSM
- 區汝良先生，CMSM
- 郭楊美琪女士，CMSM
- 黃肇銘先生，CMSM

香港廉政公署榮譽獎章
- 李志雄先生，IMS
- 馬龍利先生，IMS（Mr. Neil MALONEY, I.M.S.）
- 彭達人先生，IMS

### 榮譽勳章
- 王國興先生，MH
- 王德渭先生，MH
- 甘炳華先生，MH
- 成元興先生，MH
- 朱松勝先生，MH
- 江焯開先生，MH
- 吳小清女士，MH
- 李文烈神父，MH（Father Peter John NEWBERY, M.H.）
- 何安妮女士，MH，JP
- 李志峰先生，MH
- 李志麒先生，MH
- 吳萬強先生，MH
- 李德莉女士，MH
- 李耀斌先生，MH
- 周玉堂先生，MH
- 邱帶娣女士，MH
- 周嘉強先生，MH
- 周潔冰女士，MH
- 姚述法先生，MH
- 胡詠紀先生，MH[註 2]
- 莊金寧先生，MH
- 章活麟先生，MH
- 麥順邦先生，MH
- 陳湖清先生，MH
- 梁富華先生，MH
- 陳錫沾先生，MH
- 陳顯光先生，MH
- 黃水先生，MH
- 黃日沛先生，MH
- 傅合先生，MH
- 黃金寶先生，MH
- 勞國雄先生，MH
- 溫學濂先生，MH
- 熊永達先生，MH
- 潘任惠珍女士，MH
- 黎樹濠先生，MH
- 謝伯開先生，MH
- 關濟同先生，MH

### 行政長官社區服務獎狀
- 文春輝先生
- 朱君先生
- 朱柏全先生
- 朱滿成先生
- 吳炳坤先生
- 吳琪先生
- 李景華先生
- 李傑華先生
- 李鏡清先生
- 林八妹女士
- 林恩福先生
- 林祿榮先生
- 林翠玲女士
- 英汝興先生
- 姜勝祥先生
- 苗華振先生
- 陳大奇先生
- 陳延邦先生
- 梁志培先生
- 郭志雄先生
- 張明合先生
- 麥林榮先生
- 陸偉國先生
- 陳偉榮先生
- 梁順金女士
- 黃志強先生
- 植栢燊先生
- 黃國強先生
- 黃權威先生
- 楊倩紅女士
- 楊煥岐先生
- 蒲鳳屏女士
- 鄭芷馨女士
- 樓恩德先生
- 鄧應祺先生
- 蕭成財先生
- 盧銳銓先生
- 蕭興強先生
- 鍾孟齊先生
- 瞿國聲先生
- 羅強先生
- 蘇悲鴻先生

### 行政長官公共服務獎狀
- 李尹璇先生
- 李明逵先生
- 李美美女士
- 何家明先生
- 李健祥先生
- 吳蔚昌先生
- 林瑞麟先生，JP
- 香世豪先生
- 俞澤庭先生
- 唐婉芬女士
- 陳孝偉先生
- 陳勇璇先生
- 張雲正先生
- 黃永恒先生
- 黃述勇先生
- 黃鴻超先生，JP
- 廖振生先生
- 翟海亮先生
- 鄧文彬先生
- 劉李麗娟女士，JP
- 蔡德文先生
- 羅兆興先生
- 羅沛生機長（Capt. Andrew Raeside ROBERTSON）
- 譚羅南華女士